# 노마드 (작곡가)
노마드(1996년 ~)는 대한민국의 작곡가, DJ, 음악 프로듀서다. 2016년 EP 《I Wanna Give You Everything》으로 정식 데뷔했다.

## 방송
- 슈퍼밴드 (2019) - Top41(40위)

## 음반
- I Wanna Give You Everything (2016)
- Miss You (2017)
- JTBC 슈퍼밴드 Episode 5 (2019)
- JTBC 슈퍼밴드 Episode 8 (2019)
- COLOR DRIVE (2021)
- SLIDE (2022)
- Love or Die (2022)

## 공연
- UMF (2015)
- 원나잇 카니발 (2015)